# Pedro Kuss
Pedro Kuss (Lapa, 4 de abril de 1897 — , 22 de março de 1978) foi um fazendeiro e político brasileiro.
Filho de José Kuss Filho e de Ernestina Weinhardt Kuss.
Foi vereador, prefeito de Joaçaba e de Mafra, e deputado estadual, cargos alcançados tanto por nomeação (quando há uma escolha política), quanto por eleição direta (na qual há o voto popular).
Revolucionário, integrou o grupo liderado pelo coronel José Severiano Maia, articulador dos desdobramentos da Revolução de 1930 que retirou do poder o presidente Washington Luís, impediu a posse do presidente eleito Júlio Prestes, e levou Getúlio Vargas à presidência da República; assim como participou da preparação mafrense para participação nos combates da Revolução Constitucionalista de 1932 como sub-comandante do 5º Batalhão da Reserva da Força Pública de Santa Catarina, tropa de voluntários que ficou popularmente conhecida como "Batalhão Come-Vaca".
Após as revoluções do início da década de 1930, Pedro Kuss assumiu em 1933, por nomeação, a prefeitura do município de Joaçaba e, dois anos depois (1935), também por nomeação, tornou-se prefeito de Mafra. Assumiu por outras duas oportunidades a prefeitura de Mafra: mais uma vez nomeado em 1946, e eleito no ano seguinte.
Em 1950 conquistou uma cadeira na Assembleia Legislativa de Santa Catarina, cargo que voltaria a exercer também na década seguinte, após vencer novas eleições e, cumprir novo mandato de deputado estadual na 3ª legislatura (1955 — 1959), eleito pelo Partido Social Democrático (PSD).